# Игор Иванцев
Игор Денисович Иванцев (на украински: Ігор Денисович Іванцев) е кандидат на историческите науки, професор, заместник-ректор по учебната дейност. Изследовател на българската история.

## Биография
Роден е на 3 януари 1942 г. в село Делева, Тлумацки район, Ивано-Франковска област, Украинска ССР (сега Украйна)
През 1964 г. Игор Иванцев постъпва в историческия факултет на Ивано-Франковския държавен педагогически институт. Завършва през 1968 г. с диплома с отличие.
През 1981 г. постъпва в едногодишна аспирантура в Института по история на Академията на науките на Украйна (Киев), където през декември същата година успешно защитава докторска дисертация на тема: „Проблемите на историографията на историята на България. в периода между двете световни войни“.
През 1983 г. е участник в IX Международен конгрес на славистите, който се провежда в Киев. След като защитава кандидатската си дисертация, той се връща в Ивано-Франковския педагогически институт. През 1986 г. му е присъдено научното звание „доцент“. Иванцев получава званието „професор“ през 2008 г
Преподава история на страните от Европа и Америка от края на XV – началото на XX век. През 2016 г. приключва с преподавателската си дейност и се отдава на заслужена почивка.
Отличен учител по обществено образование на Украйна[поясни], автор на повече от петдесет произведения по история на България и чужди славянски страни, история на Украйна, методи на преподаване на история, публикувани в научни сборници и списания в Украйна и в чужбина.
Умира на 31 януари 2022 г. в град Ивано-Франковск.

## Награди
1. Отличник на общественото образование на Украйна